# NGC 2752
NGC 2752 (również PGC 25523 lub UGC 4772) – galaktyka spiralna z poprzeczką (SBb), znajdująca się w gwiazdozbiorze Raka. Odkrył ją Albert Marth 28 marca 1864 roku.